# Neobatrachus kunapalari
Neobatrachus kunapalari är en groddjursart som beskrevs av Mahony och Roberts 1986. Neobatrachus kunapalari ingår i släktet Neobatrachus och familjen Limnodynastidae. IUCN kategoriserar arten globalt som livskraftig. Inga underarter finns listade i Catalogue of Life.